# Persephonaster oediplax
Persephonaster oediplax är en sjöstjärneart som beskrevs av Fisher 1913. Persephonaster oediplax ingår i släktet Persephonaster och familjen kamsjöstjärnor. Inga underarter finns listade i Catalogue of Life.